# Glaciar Lyell
O Glaciar Lyell (português europeu) ou Geleira Lyell (português brasileiro) (em inglês:  Lyell Glacier) é um pequeno e em regressão glaciar do Parque Nacional de Yosemite, Serra Nevada, Califórnia. O glaciar foi descoberto por John Muir e é o maior de Yosemite, estendendo-se nas encostas do Monte Lyell. O glaciar tem regredido rapidamente desde o final da Pequena Idade do Geloa meio do século XIX, a meio do século XX o glaciar dividiu-se em dois glaciares mais pequenos ocupando os circos mais elevados do Monte Lyell.

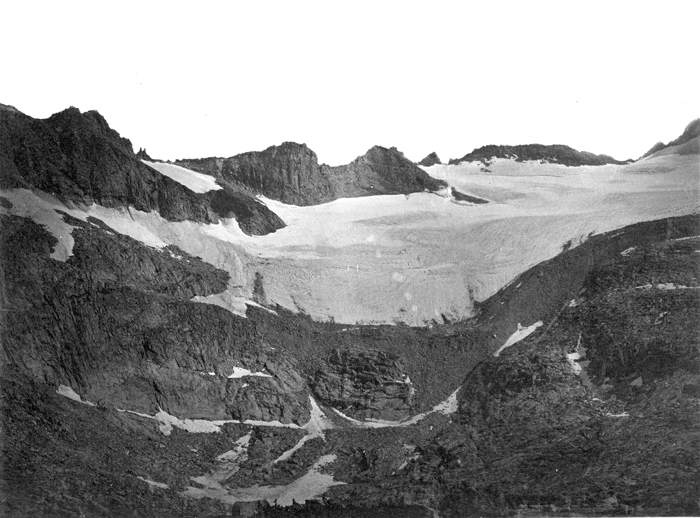
O Glaciar Lyell em 1883.

Desde 1883, a área do glaciar diminuiu cerca de 70%. Outro glaciar, o Maclure situado no vizinho Monte Maclure também diminuiu significativamente.